# 嗨翻酷暑
《嗨翻酷暑》（英語："Cool for the Summer"）是美国女歌手黛米·洛瓦托的歌曲，作为其第五张录音室《玩美自信》（2015）的首发单曲，于2015年7月1日由好莱坞唱片和小岛唱片发行，同日透过聯眾唱片在电台首播。该曲由洛瓦托、马克斯·马丁、阿里·帕雅米（Ali Payami）和亚历山大·埃里克·柯兰伦德共同创作。歌曲凭借双性恋口味和性暗示的歌词吸引关注。
该曲获得音乐评论家的正面评价，洛瓦托的 玩美自信和歌曲娴熟的制作受到称赞。歌曲于2015年7月18日以第36位亮相公告牌百强单曲榜，首周售出108000张。2015年8月15日，歌曲进入百强榜前20位，位列第11。歌曲也在澳大利亚和加拿大等国的国际单曲排行榜中跻身前20位，在新西兰和英国杀入前十。

## 创作过程
歌曲由洛瓦托、亚历山大·埃里克·柯兰伦德、沙凡·科提查、阿里·帕雅米和马克斯·马丁创作，帕雅米和马丁制作。该曲是一首流行摇滚乐，兼有摇滚的锐度和电子编曲，加入了电子合成器节拍和电音吉他的即兴重复。凭借这首歌曲，洛瓦托回归她的流行摇滚乐根基，同时借助挑衅性的主题为自己开辟新天地。从主题上看，歌曲是关于炎夏期间与一位女情人进行性试验的。据称该曲的性暗示比洛瓦托以前的作品还要多，相比之下超越凯蒂·佩里的歌曲《亲了一个拉拉》。合众国际社的泰拉杰内·奥利斯马（Tharadjyne Orisma）指出歌曲“提出了一些非常儿童不宜的建议”。歌曲的氛围音乐制作由开场的钢琴旋律及紧随其后的在副歌中伴以吉他即兴重复的嗡嗡声的合成节拍组成。其制作据称标志着洛瓦托继2011年R&B题材专辑《坚固柔情》和2013年泡泡糖流行乐《黛咪》后，回归她最早期录音作品的流行摇滚风格。歌曲每分钟114拍，属小快板。

## 发行
洛瓦托于2015年6月25日透过Twitter宣布发行该曲，公布了单曲的封面和发行日期7月1日。MTV News的艾米莉·林德娜（Emilee Linder）评论封面：“歌曲的封面展现出穿着条纹装和人造皮革的黛咪斜视我们。她释放出一个一望而知的、居高临下的气氛，毫不关心地甩着她的太阳镜。
尽管定于7月1日首发，歌曲却在正式发行一天前被泄露。发行次日，洛瓦斯被指控抄袭洁西·J的《多米诺》和凯蒂·佩里的《亲了一个拉拉》，其中歌词“没关系的/我也有点小好奇/告诉我这是对的/还是错的/可我不在意......浅尝樱桃的滋味/我只想轻咬一口”跟同样由马克斯·马丁共同创作的凯蒂的《亲了一个拉拉》有异曲同工之妙。洛瓦托则回应称歌曲听上去一点也不相似，“我认为不止一位女艺人像这样亲了一位女士”。

## 专业评价
歌曲获得音乐评论家的好评。《Nylon》的雅思米恩·佳尼特（Yasmeen Gharnit）称歌曲是一首带有“热闹、戏剧性的器乐和合成器节拍”的“耀眼地夏日的歌曲”，有别于“一些坦白的中学私人日记式歌词”。《公告牌》的杰森·利普舒茨（Jason Lipshutz）给予歌曲四星评价（满分五星），称它是洛瓦托“迄今为止最 玩美自信的声明”。Idolator给出7.5分（满分10分），写道：“从细致入微的制作过程到言不由衷的歌词，只听一遍《嗨翻酷暑》便知道它将成为佳作。”《时代》的诺兰·菲尼（Nolan Feeney）表示：“洛瓦托撩人的割喉和制作人马克斯·马丁的点石成金触感将歌曲空调般的合成器熔化成一根烫嘴、坚硬的香肠。”《纽约》作家迪伊·洛基特（Dee Lockett）称其“可能是史上制作得最完美的夏日歌曲”。

## 音乐录影带
音乐录影带由汉娜·卢克斯·戴维斯导演，2015年7月23日在Vevo发布。MTV的克里斯蒂娜·加里波第（Christina Garibaldi）称录影带“养眼，前卫，性感到冒烟”，指出录影带标志着“她职业生涯的新篇章，因为她散发出我们还没有见到过的 玩美自信和性感。”Idolator的比安卡·格雷西（Bianca Gracie）和数码间谍的路易斯·康纳（Lewis Corner）都认为是洛瓦托“最色情的作品”。《Nylon》的海登·曼德斯（Hayden Manders）称视频“不会令人失望，但它有些地方忘记打标记”，解释称：“一首关于同性试验的歌曲的录影带没有提到其主题是很奇怪的。你不得不注意歌词来了解基本信息，因为视频回避了这一点。”《纽约》杂志的迪伊·洛基称它是“黛米有史以来在性感上最开放的录影带，释放去强有力的信息”。录影带于2015年10月录到超过1亿的点击率，成为洛瓦托第九部获Vevo认证的短片。

## 现场表演和媒体引用
洛瓦托在其发行当日于纽约WHTZ CTFS发行泳池派对（CTFS Release Pool Party）上首次表演该曲。她后来在其他泳池派对上表演该曲，包括由102.7 KIIS-FM在洛杉矶沃特马克塔酒店（WaterMarke Tower）举办的派对，期间她试着跳入泳池时摔倒。7月11日，洛瓦托在辛辛那提的美国职棒大联盟全明星赛上演绎该曲。8月9日，洛瓦托在《澳洲好声音》上与一个全女班乐队共同演绎该曲。次日，她在《日出》（Sunrise）节目上表演该曲 。8月30日，洛瓦托搭档伊基·阿塞莉娅，在2015年MTV音乐录影带大奖上表演该曲，之后又于次日在《吉米·坎摩尔直播秀》上表演。作为2015年NRJ音乐巡回演唱会领衔艺人，她于2015年9月5日在法国圣康坦表演歌曲。9月9日，洛瓦托将歌曲更加“露骨”的版本寄给了BBC广播一台位于伦敦的现场客厅。9月11日，她以嘉宾身份参加英国搞笑谈话节目《阿兰·卡尔：长舌男访谈秀》，做了另一个表演。歌曲还出现在洛瓦托于9月18日到19日举办的iHeartRadio音乐节的演唱会曲目中。10月17日，洛瓦托在《周六夜现场》第41季上表演了该曲和《 玩美自信》的串烧。10月24日，洛瓦托的CBS电台2015年我们能活下去（We Can Survive）活动的演唱曲目单包括该曲。此外，该曲还是洛瓦托在10月14日的2015年106.1 KISS FM秋季舞会（Fall Ball）和2015年丛林舞会巡演上表演的曲目之一。12月31日，作为《迪克·克拉克的跨年搖滾夜》的领衔艺人，她在时代广场又一次串烧演绎该曲和《玩美自信》。2016年3月9日，洛瓦托在《维多利亚的秘密游泳特别节目》演绎了歌曲的第二个版本。5月14日，该曲作为洛瓦托2016届Wango Tango音乐节表演曲目被表演。5月22日，洛瓦托在2016年公告牌音乐奖演绎了该曲更富有感情的版本。歌曲出现在舞蹈电子游戏《舞力全开2016》中，还是WWE2015年夏日狂潮大赛的官方主题曲。

## 获奖
歌曲共获得两项提名。2015年8月，歌曲在青少年选择奖上被提名夏季选择歌曲奖（Choice Summer Song），还在MTV音乐录影带大奖上被提名为夏日歌曲（Song of Summer）。在2016年4月27日举行的2016年ASCAP流行音乐奖上，歌曲荣膺2015年最热门歌曲之一奖。

## 曲目列表
| - CD单曲1 1. "Cool for the Summer" — 3:34 2. "Cool for the Summer" (DJ Laszlo Remix) — 6:11 3. "Cool for the Summer" (Todd Terry Remix) — 4:47 4. "Cool for the Summer" (Dave Aude Remix) — 6:32 - CD单曲2 1. "Cool for the Summer" — 3:34 2. "Cool for the Summer" (Liam Keegan Remix) — 5:10 3. "Cool for the Summer" (Cahill Remix) — 6:17 4. "Cool for the Summer" (Mike Cruz Remix) — 7:23 | - 数字下载 1. "Cool for the Summer" — 3:34 - 数字下载 (The Remixes) 1. "Cool for the Summer" (Todd Terry Remix) — 4:47 2. "Cool for the Summer" (VARA Remix) — 4:25 3. "Cool for the Summer" (Dave Audé Remix) — 6:32 4. "Cool for the Summer" (Cahill Remix) — 6:17 5. "Cool for the Summer" (Plastic Plates Remix) — 4:36 6. "Cool for the Summer" (Mike Cruz Remix) — 7:23 |

## 榜单表现
| 榜单（2015年）                           | 最高排名 |
| ---------------------------------------- | -------- |
| 澳大利亚（澳大利亚唱片业协会單曲榜）     | 20       |
| 比利时佛兰德（Ultratip榜外單曲榜）       | 7        |
| 比利时瓦隆（Ultratip榜外單曲榜）         | 11       |
| 巴西（Hot 100 Airplay）                  | 91       |
| 加拿大（Canadian Hot 100）               | 14       |
| 加拿大（《告示牌》Canada AC）            | 36       |
| 加拿大（《告示牌》Canada CHR）           | 9        |
| 加拿大（《告示牌》Canada Hot AC）        | 15       |
| 捷克（電台百強單曲榜）                   | 32       |
| 捷克（百強數位單曲榜）                   | 10       |
| 芬蘭（芬兰官方下载榜）                   | 17       |
| 法国（法國唱片出版業公會單曲榜）         | 64       |
| 希腊 （《公告牌》）                      | 1        |
| 匈牙利（四十強單曲榜）                   | 35       |
| 愛爾蘭（愛爾蘭唱片音樂協會单曲榜）       | 18       |
| 意大利 （FIMI）                          | 52       |
| 黎巴嫩 （The Official Lebanese Top 20）  | 10       |
| 墨西哥 （《公告牌》）                    | 10       |
| 荷兰（百强单曲榜）                       | 77       |
| 新西兰（新西兰唱片音乐协会单曲榜）       | 9        |
| 挪威（世道單曲榜）                       | 31       |
| 蘇格蘭（官方榜单公司單曲榜）             | 3        |
| 斯洛伐克（電台百強單曲榜）               | 42       |
| 斯洛伐克（百強數位單曲榜）               | 16       |
| 西班牙（西班牙音樂製作協會）             | 13       |
| 瑞典（瑞典最熱榜）                       | 63       |
| 瑞士（瑞士热门音乐榜）                   | 64       |
| 英國（官方榜单公司單曲榜）               | 7        |
| 美国（《告示牌》百大單曲榜）             | 11       |
| 美國（《告示牌》成人當代單曲榜）         | 26       |
| 美國（《告示牌》Adult Pop Airplay）      | 10       |
| 美國（《告示牌》Dance/Mix Show Airplay） | 10       |
| 美國（《告示牌》Dance Club Songs）       | 1        |
| 美國（《告示牌》Pop Airplay）            | 3        |
| 美國（《告示牌》Rhythmic Songs）         | 31       |

| 榜单（2015年）                      | 排名 |
| ----------------------------------- | ---- |
| 加拿大 （Canadian Hot 100）         | 54   |
| 美国《公告牌》百强单曲榜            | 53   |
| 美国 Adult Top 40 （《公告牌》）    | 39   |
| US Dance Club Songs （《公告牌》）  | 34   |
| US Mainstream Top 40 （《公告牌》） | 25   |

## 销量认证
| 地區                                                       | 认证  | 认证单位/销量 |
| ---------------------------------------------------------- | ----- | ------------- |
| 澳大利亚（澳大利亚唱片业协会）                             | 白金  | 70,000‡       |
| 加拿大（加拿大音乐协会）                                   | 白金  | 0*            |
| 意大利（意大利音乐产业联盟）                               | 金    | 25,000‡       |
| 新西兰（新西兰唱片音乐协会）                               | 金    | 0*            |
| 挪威（國際唱片業協會挪威分会）                             | 金    | 20,000‡       |
| 瑞典（瑞典唱片業協會）                                     | 金    | 20,000‡       |
| 英国（英国唱片业协会）                                     | 银    | 200,000‡      |
| 美国（美國唱片業協會）                                     | 白金† | 1,000,000*    |
| *僅含認證的實際銷量 ^僅含認證的出貨量 ‡僅含認證的+實際銷量 |       |               |

† 自2013年5月9日起，美国唱片工业协会数字单曲销量认证包括除数字下载外的音频点播和视频歌曲流媒体销量。

## 发行历史
| 国家   | 日期          | 格式          | 厂牌                                     | 参考    |
| ------ | ------------- | ------------- | ---------------------------------------- | ------- |
| 全球   | 2015年7月1日  | 数字下载      | 好莱坞唱片 小岛唱片 安全屋 （ 英语 ： Safehouse Records） | [ 110 ] |
| 美国   | 2015年7月7日  | 当代热门电台  | 好莱坞 小岛唱片 聯眾 安全屋              | [ 111 ] |
| 義大利 | 2015年7月10日 | Radio airplay | 好莱坞 小岛唱片 聯眾 安全屋              | [ 112 ] |
| 美国   | 2015年7月13日 | 热门AC电台    | 好莱坞 小岛唱片 聯眾 安全屋              | [ 113 ] |
| 比利时 | 2015年7月31日 | 数字下载      | 好莱坞 小岛 安全屋                       | [ 114 ] |
| 英国   | 2015年8月28日 | 数字下载      | 好莱坞 小岛 安全屋                       | [ 115 ] |